# Лысогорский сельсовет (Тамбовская область)
Лысогорский сельсовет — сельское поселение в Тамбовском районе Тамбовской области Российской Федерации.
Административный центр — село Лысые Горы.

## История
Статус и границы сельского поселения установлены Законом Тамбовской области от 17 сентября 2004 года № 232-З «Об установлении границ и определении места нахождения представительных органов муниципальных образований в Тамбовской области».

## Население
| 2010  | 2012  | 2013  | 2014  | 2015  | 2016  | 2017  |
| ----- | ----- | ----- | ----- | ----- | ----- | ----- |
| 1131  | ↘1117 | ↗1118 | ↗1136 | ↗1156 | ↗1161 | ↗1177 |
| 2018  | 2019  | 2020  | 2021  |       |       |       |
| ↘1169 | ↗1179 | ↘1162 | ↗1417 |       |       |       |

## Состав сельского поселения
| № | Населённый пункт | Тип населённого пункта       | Население |
| - | ---------------- | ---------------------------- | --------- |
| 1 | Козьмодемьяновка | село                         | ↗622      |
| 2 | Лысые Горы       | село, административный центр | ↘509      |